# Aakjærselskabet
Aakjærselskabet blev oprettet i 1980 for at varetage Jeppe Aakjærs forfatterskab. Selskabet har til huse på Nanna og Jeppe Aakjærs Kunstnerhjem Jenle. Aakjærselskabet er Danmarks største litteraturselskab og blandt Europas største.